# Juodeliai (okręg poniewieski)
Juodeliai − wieś na Litwie, w okręgu poniewieskim, w rejonie birżańskim, w gminie Širvėna, nad Apaščią. W 2011 roku liczyła 14 mieszkańców.